# James Gibson (natation)
Pour les articles homonymes, voir Gibson et James Gibson.
James Gibson (né le 6 février 1980 à Chelmsford en Angleterre) est un nageur britannique spécialiste des épreuves de brasse.
Il a représenté la Grande-Bretagne aux Jeux olympiques, aux championnats du monde, aux championnats européens, et l’Angleterre aux Jeux du Commonwealth.
Il a été champion du monde, d’Europe et du Commonwealth dans l’épreuve masculine de 50 mètres brasse.
Il est ensuite devenu entraîneur en chef de natation à l’Energy Standard, club de nageurs professionnels basé à Paris.

## Biographie
James Daniel Gibson naît en 1980 à Chelmsford dans l’Essex.
Il devient champion du monde en 2003 sur le 50 mètres brasse en 27 secondes 56 centièmes. Un an plus tard, il est sixième du 100 mètres brasse des Jeux olympiques.
Devenu entraîneur à la suite de sa carrière au Cercle des nageurs de Marseille, il devient responsable de l'entraînement des sprinteurs britanniques en décembre 2012.

## Palmarès

### Jeux olympiques
| Épreuve / Édition           | Athènes 2004     |
| 100 m brasse                | 6e 1 min 1 s 36  |
| 4 × 100 mètres quatre nages | 8e 3 min 37 s 77 |

### Championnats du monde

#### En grand bassin
| Épreuve / Édition           | Grand bassin        | Grand bassin |
| Épreuve / Édition           | Barcelone 2003      |              |
| 50 m brasse                 | Or 27 s 56          |              |
| 100 m brasse                | Bronze 1 min 0 s 37 |              |
| 4 × 100 mètres quatre nages | 8e 3 min 38 s 21    |              |

### Championnats d'Europe

#### En grand bassin
- Championnats d'Europe 2006 à Budapest (Hongrie) :
  -  Médaille de bronze au titre du relais 4 × 100 mètres 4 nages.

#### En petit bassin
- Championnats d'Europe 2001 à Anvers (Belgique) :
  -  Médaille d'argent du 100 mètres brasse.
  -  Médaille d'argent au titre du relais 4 × 50 mètres 4 nages.
- Championnats d'Europe 2003 à Dublin (Irlande) :
  -  Médaille d'or du 100 mètres brasse.
- Championnats d'Europe 2008 à Rijeka (Croatie) :
  -  Médaille de bronze du 100 mètres brasse.

## Records

### Records personnels
Ces tableaux détaillent les records personnels de James Gibson en grand bassin.
| Épreuve      | Temps   | Compétition                | Lieu               | Date       |
| 50 m brasse  | 27 s 46 | Championnats du monde 2003 | Barcelone, Espagne | 22/07/2003 |
| 100 m brasse | 59 s 68 | Championnats du monde 2009 | Rome, Italie       | 26/07/2009 |

| Épreuve      | Temps   | Compétition                | Lieu             | Date       |
| 50 m brasse  | 26 s 98 | Championnats d'Europe 2001 | Anvers, Belgique | 13/12/2001 |
| 100 m brasse | 57 s 91 | Championnats d'Europe 2008 | Rijeka, Croatie  | 12/12/2008 |